# Aphodobius bernoni
Aphodobius bernoni är en skalbaggsart som beskrevs av S. Endrödi 1980. Aphodobius bernoni ingår i släktet Aphodobius och familjen Aphodiidae. Inga underarter finns listade i Catalogue of Life.